# Kushibiki Minoru
Minoru Kushibiki (sinh ngày 10 tháng 6 năm 1967) là một cầu thủ bóng đá người Nhật Bản.

## Sự nghiệp câu lạc bộ
Minoru Kushibiki đã từng chơi cho Toshiba, Otsuka Pharmaceutical, Kyoto Purple Sanga và Avispa Fukuoka.